# Pseudohadena restricta
Pseudohadena restricta là một loài bướm đêm trong họ Noctuidae.